# Liste des épisodes de Majeurs et mariés

Ce qui suit est une liste des épisodes de la série télévisée canadienne Majeurs et mariés (18 to Life), dont la première diffusion a eu lieu le 4 janvier 2010 sur CBC Television et le 3 août 2010 sur aux États-Unis sur The CW.

## Présentation de la série
| Saison | Saison | Épisodes | Diffusion à l'origine | Diffusion à l'origine | Téléspectateurs (pour 100 000) | Sortie DVD      |
| Saison | Saison | Épisodes | Première saison       | Saison final          | Téléspectateurs (pour 100 000) | Sortie DVD      |
| ------ | ------ | -------- | --------------------- | --------------------- | ------------------------------ | --------------- |
|        | 1      | 12       | 4 janvier 2010        | 12 avril 2010         | 5.53                           | 18 janvier 2011 |
|        | 2      | 13       | 3 janvier 2011        | 28 mars 2011          | NC                             | NC              |

## Saison 1: 2010
| # | Titre,                                                     | Réalisé par         | Écrit par                                                       | Première diffusion | Code de production |
| --- | ---------------------------------------------------------- | ------------------- | --------------------------------------------------------------- | ------------------ | ------------------ |
| 1 | Une proposition modeste A Modest Proposal                  | Paolo Barzman       | Derek Schreyer et Karen Troubetzkoy Teleplay par Derek Schreyer | 4 janvier 2010     | 101                |
| Tom et Jessie sont voisins et en amour l'un pour l'autre depuis des années. Pourtant, leurs parents et leurs amis sont sceptiques et se demandent si leur amour durera. Alors lorsque Tom et Jessie passent à l'action et annoncent qu'ils vont se marier à tout juste 18 ans, ils sont accueillis avec une juste part de désapprobation. Cependant, Tom et Jessie sentent que leur amour est vraiment sincère et ont l'intention de prouver à leur famille et amis que l'amour peut tout vaincre. |                                                            |                     |                                                                 |                    |                    |
| 2 | Sans aucune condition No Strings Attached                  | Paolo Barzman       | Derek Schreyer et Karen Troubetzkoy Teleplay par Derek Schreyer | 11 janvier 2010    | 102                |
| La tentative de Tom et de Jessie de trouver un endroit à eux s'annonce désastreuse. |                                                            |                     |                                                                 |                    |                    |
| 3 | Et si on fêtait ÇA! It's My Party                          | Peter Wellington    | Jenn Engels                                                     | 18 janvier 2010    | 103                |
| Tom et Jessie choisissent de s'installer dans le grenier des parents de Tom. Le jeune couple ne possédant presque rien pour aménager leur nouvelle chambre, Monica décide d'organiser un "shower" pour la nouvelle mariée qui devrait recevoir beaucoup de cadeaux. Pendant ce temps, Jessie tente se rapprocher de sa belle-mère Judith, mais elle ne semble pas être pour cette idée. |                                                            |                     |                                                                 |                    |                    |
| 4 | Règles de conduite Detour                                  | Paolo Barzman       | Derek Schreyer et Karen Troubetzkoy Teleplay par Derek Schreyer | 25 janvier 2010    | 104                |
| La virilité de Tom est mise à l'épreuve lorsque Jessie essaie de lui apprendre à conduire. |                                                            |                     |                                                                 |                    |                    |
| 5 | Le compte est bon Baby Got Bank                            | Peter Wellington    | Andrew De Angelis and Derek Schreyer                            | 1er février 2010   | 105                |
| Tom et Jessie se demandent comment utiliser le chèque de trois mille dollars offert par un oncle pour leur mariage. |                                                            |                     |                                                                 |                    |                    |
| 6 | Mis à nu Goy Story                                         | Stefan Pleszczynski | Skander Halim                                                   | 8 février 2010     | 106                |
| Judith veut faire appel au rabbin Goldstein pour apprendre deux ou trois choses à Jessie, confrontant Ben à son passé. Guest Star: Harvey Atkin dans le rôle de Rabbi Goldstein |                                                            |                     |                                                                 |                    |                    |
| 7 | On accroche un tableau ? Hanging Pictures                  | Paolo Barzman       | Derek Schreyer Teleplay par Karen Troubetzkoy and Rob Sheridan  | 1er mars 2010      | 107                |
| Jessie et Tom tentent de convaincre leurs parents de se montrer un peu plus discrets dans leur vie sexuelle. |                                                            |                     |                                                                 |                    |                    |
| 8 | Du phil à retordre Phil 'Er Up                             | Paolo Barzman       | Derek Schreyer                                                  | 8 mars 2010        | 108                |
| Tom et Jessie recueillent Phil sous leur toit, après une querelle conjugale. Phil a tôt fait de séduire tour le monde. |                                                            |                     |                                                                 |                    |                    |
| 9 | Travail à domicile Working Noon to Five                    | Stefan Pleszczynski | Derek Schreyer and Rob Sheridan Teleplay par Derek Schreyer     | 15 mars 2010       | 109                |
| Tom cherche du travail. Ben lui en fournit un, qu'il fuit à toutes jambes. Phil lui en propose un autre, plus original. |                                                            |                     |                                                                 |                    |                    |
| 10 | Devine qui vient dîner ? Guess Who's Coming to Dinner      | Stefan Pleszczynski | Skander Halim                                                   | 22 mars 2010       | 110                |
| Tom et Jessie invitent leurs parents à manger un dimanche soir. Le menu pose problème. La porte du garage aussi. |                                                            |                     |                                                                 |                    |                    |
| 11 | Dans la santé ou dans la maladie In Sickness and in Health | Peter Wellington    | Rob Sheridan                                                    | 5 avril 2010       | 111                |
| Tom, malade, garde le lit. Jessie et Judith rivalisent de soins. Tom, aux anges, tente de faire durer la situation. |                                                            |                     |                                                                 |                    |                    |
| 12 | Rabatteur Wingman                                          | Paolo Barzman       | Karen Troubetzkoy                                               | 12 avril 2010      | 112                |
| Carter emmène Tom dans une soirée d'étudiants. Tom tombe sous le charme d'une autre fille. Jessie l'apprendra-t-elle ? |                                                            |                     |                                                                 |                    |                    |

## Saison 2: 2011
| # | Titre                                                          | Réalisé par         | Écrit par                                                       | Première diffusion | Code roduction |
| --- | -------------------------------------------------------------- | ------------------- | --------------------------------------------------------------- | ------------------ | -------------- |
| 13 | Pour tout dire One Is the Loneliest Number                     | Stefan Pleszczynski | Derek Schreyer                                                  | 3 janvier 2011     | 201            |
| Tom et Jessie font l'inventaire de leurs partenaires sexuels passés. Phil découvre un secret de Tara.                    |                                                                |                     |                                                                 |                    |                |
| 14 | 15 minutes de honte 15 Minutes of Shame                        | Paolo Barzman       | Skander Halim                                                   | 10 janvier 2011    | 202            |
| Toute la famille s'implique dans le documentaire sur le mariage que réalise Wendy. Tom tente de réparer une fuite.       |                                                                |                     |                                                                 |                    |                |
| 15 | Amour ou travail Part Time Lovers                              | Stefan Pleszczynski | Rob Sheridan et Andrew DeAngelis Teleplay par Andrew DeAngelis  | 17 janvier 2011    | 203            |
| Tom et Jessie trouvent un travail dans le même magasin, Tom comme portier, Jessie dans un poste de direction.            |                                                                |                     |                                                                 |                    |                |
| 16 | Oui et non I Do and I Don't                                    | Paolo Barzman       | Derek Schreyer et Karen Troubetzkoy Teleplay par Derek Schreyer | 24 janvier 2011    | 204            |
| Phil demande Tara en mariage pour rire. Elle accepte. Il ne rit plus. Tom divulgue un secret de Carter, qui ne rit pas.  |                                                                |                     |                                                                 |                    |                |
| 17 | Ça va chauffer Overcooked                                      | Stefan Pleszczynski | Andrew DeAngelis                                                | 31 janvier 2011    | 205            |
| Tom tente de diversifier les menus familiaux en pimentant sa cuisine. Tara pense que son avenir est dans le flirt.       |                                                                |                     |                                                                 |                    |                |
| 18 | Portrait de famille Family Portrait                            | Paolo Barzman       | Paul Aitken                                                     | 7 février 2011     | 206            |
| Ben et Judith ne savent comment se débarrasser d'un cadeau de Tara. Tom et Jessie égarent une vidéo compromettante.      |                                                                |                     |                                                                 |                    |                |
| 19 | Nuit d'insomnie Sleepless in the Attic                         | Nicolas Monette     | Sherry White                                                    | 14 février 2011    | 207            |
| Phil reçoit la visite d'une vieille amie, Serena. Tom et Jessie font chambre à part pour pouvoir enfin dormir.           |                                                                |                     |                                                                 |                    |                |
| 20 | Toilettes unisexes The Flushing Point                          | Paolo Barzman       | Shelley Eriksen                                                 | 21 février 2011    | 208            |
| Une controverse oppose les dames et les messieurs sur une question relevant de l'usage des toilettes. Le débat dégénère. |                                                                |                     |                                                                 |                    |                |
| 21 | Fausse conception Miss Conceived                               | Paolo Barzman       | Rob Sheridan                                                    | 28 février 2011    | 209            |
| Tom découvre un test de grossesse positif. Oui, mais qui l'a égaré ? Wendy a un projet scolaire pour sa famille.         |                                                                |                     |                                                                 |                    |                |
| 22 | Malédiction des Bellow If a Bellow Falls in the Forest         | Paolo Barzman       | Karen Troubetzkoy                                               | 7 mars 2011        | 210            |
| En camping, Tom et Jessie tentent d'échapper à la pression familiale en faisant une petite escapade dans les bois.       |                                                                |                     |                                                                 |                    |                |
| 23 | Tel père, tel meilleur ami Like Father, Like Son's Best Friend | Paolo Barzman       | Josh Gal                                                        | 14 mars 2011       | 211            |
| Carter aide Ben à remplir sa déclaration d'impôts. Il devient soudain le fils préféré de son père, au grand dam de Tom.  |                                                                |                     |                                                                 |                    |                |
| 24 | Porte The Gate                                                 | Nicolas Monette     | Karen Troubetzkoy                                               | 21 mars 2011       | 212            |
| Tom doit prononcer le discours d'hommage lors des obsèques de sa grand-mère qu'il haïssait. Phil construit un portillon. |                                                                |                     |                                                                 |                    |                |
| 25 | Château des cartes House of Cards                              | Paolo Barzman       | Derek Schreyer                                                  | 28 mars 2011       | 213            |
| Les cadeaux des parents à Tom et Jessie ne plaisent qu'à eux, les cadeaux de Jessie et Tom ne plaisent à personne.       |                                                                |                     |                                                                 |                    |                |